# Prix Femina étranger
Pour les articles homonymes, voir Femina.
Le prix Femina étranger est un prix littéraire français créé en 1985. Parallèlement au prix Prix Femina classique, qui récompense une oeuvre de langue française, le prix Femina étranger récompense une oeuvre écrite dans une autre langue

## Liste des lauréats
| Année |         | Auteur               | Ouvrage                                           | Éditeur (xe fois)      | Pays (xe fois)  | Notes                                                    |
| ----- | ------- | -------------------- | ------------------------------------------------- | ---------------------- | --------------- | -------------------------------------------------------- |
| 1985  |         | J. M. Coetzee        | Michael K, sa vie, son temps                      | Seuil                  | Afrique du Sud  |                                                          |
| 1986  |         | Torgny Lindgren      | Bethsabée                                         | Actes Sud              | Suède           |                                                          |
| 1987  |         | Susan Minot          | Mouflets                                          | Gallimard              | États-Unis      |                                                          |
| 1988  |         | Amos Oz              | La Boîte noire                                    | Calmann-Lévy           | Israël          |                                                          |
| 1989  |         | Alison Lurie         | La Vérité sur Lorin Jones                         | Rivages                | États-Unis (2)  |                                                          |
| 1990  |         | Vergílio Ferreira    | Matin perdu                                       | La Différence          | Portugal        |                                                          |
| 1991  |         | David Malouf         | Ce vaste monde                                    | Albin Michel           | Australie       |                                                          |
| 1992  |         | Julian Barnes        | Love, etc.                                        | Denoël                 | Royaume-Uni     |                                                          |
| 1993  |         | Ian McEwan           | L'Enfant volé                                     | Gallimard (2)          | Royaume-Uni (2) |                                                          |
| 1994  |         | Rose Tremain         | Le Royaume interdit                               | Fallois                | Royaume-Uni (3) |                                                          |
| 1995  |         | Jeroen Brouwers      | Rouge décanté                                     | Gallimard (3)          | Pays-Bas        |                                                          |
| 1996  |         | Javier Marías        | Demain dans la bataille pense à moi               | Rivages (2)            | Espagne         |                                                          |
| 1997  |         | Jia Pingwa           | La Capitale déchue                                | Stock                  | Chine           |                                                          |
| 1998  |         | Antonio Muñoz Molina | Pleine Lune                                       | Seuil (2)              | Espagne (2)     |                                                          |
| 1999  |         | Hitonari Tsuji       | Le Bouddha blanc                                  | Mercure de France      | Japon           |                                                          |
| 2000  |         | Jamaica Kincaid      | Mon frère                                         | L'Olivier              | États-Unis (3)  |                                                          |
| 2001  |         | Keith Ridgway        | Mauvaise Pente                                    | Phébus                 | Irlande         |                                                          |
| 2002  |         | Erri De Luca         | Montedidio                                        | Gallimard (4)          | Italie          |                                                          |
| 2003  |         | Magda Szabó          | La Porte                                          | Viviane Hamy           | Hongrie         |                                                          |
| 2004  |         | Hugo Hamilton        | Sang impur                                        | Phébus (2)             | Irlande (2)     |                                                          |
| 2005  |         | Joyce Carol Oates    | Les Chutes                                        | Philippe Rey           | États-Unis (4)  |                                                          |
| 2006  |         | Nuala O'Faolain      | L'Histoire de Chicago May                         | Sabine Wespieser       | Irlande (3)     |                                                          |
| 2007  |         | Edward St Aubyn      | Le Goût de la mère                                | Christian Bourgois     | Royaume-Uni (4) |                                                          |
| 2008  |         | Sandro Veronesi      | Chaos calme                                       | Grasset                | Italie (2)      |                                                          |
| 2009  |         | Matthias Zschokke    | Maurice à la poule                                | Zoé                    | Suisse          |                                                          |
| 2010  |         | Sofi Oksanen         | Purge                                             | Stock (2)              | Finlande        |                                                          |
| 2011  |         | Francisco Goldman    | Dire son nom                                      | Christian Bourgois (2) | États-Unis (5)  |                                                          |
| 2012  |         | Julie Otsuka         | Certaines n'avaient jamais vu la mer              | Phébus (3)             | États-Unis (6)  |                                                          |
| 2013  |         | Richard Ford         | Canada                                            | L'Olivier (2)          | États-Unis (7)  |                                                          |
| 2014  |         | Zeruya Shalev        | Ce qui reste de nos vies                          | Gallimard (5)          | Israël (2)      |                                                          |
| 2015  |         | Kerry Hudson         | La Couleur de l'eau                               | Philippe Rey (2)       | Royaume-Uni (5) |                                                          |
| 2016  |         | Rabih Alameddine     | Les Vies de papier                                | Les Escales            | Liban           |                                                          |
| 2017  |         | John Edgar Wideman   | Écrire pour sauver une vie                        | Gallimard (6)          | États-Unis (8)  |                                                          |
| 2018  |         | Alice McDermott      | La Neuvième Heure                                 | La Table Ronde         | États-Unis (9)  |                                                          |
| 2019  | nothumb | Manuel Vilas         | Ordesa                                            | Sous-sol               | Espagne (3)     | Prix spécial à Edna O'Brien pour l'ensemble de son œuvre |
| 2020  |         | Deborah Levy         | Le Coût de la vie et Ce que je ne veux pas savoir | Sous-sol (2)           | Royaume-Uni (6) |                                                          |
| 2021  |         | Ahmet Altan          | Madame Hayat                                      | Actes Sud (2)          | Turquie (1)     |                                                          |
| 2022  |         | Rachel Cusk          | La Dépendance                                     | Gallimard              | Royaume-Uni     |                                                          |
| 2023  |         | Louise Erdrich       | La Sentence                                       | Albin Michel           | États-Unis      |                                                          |
| 2024  |         | Alia Trabucco Zerán  | Propre                                            | Robert Laffont         | Chili           |                                                          |